# Obermorschwiller
Obermorschwiller – miejscowość i gmina we Francji, w regionie Grand Est, w departamencie Górny Ren.
Według danych na rok 1990 gminę zamieszkiwało 368 osób, 61 os./km².